# True Lies
True Lies is een Amerikaanse komische actiefilm uit 1994, geregisseerd door James Cameron. Het is een remake van de film  La Totale! uit 1991. De hoofdrollen worden gespeeld door Arnold Schwarzenegger, Jamie Lee Curtis, Tom Arnold, Bill Paxton, Tia Carrere, Charlton Heston en Art Malik. Voor Eliza Dushku is dit een van haar eerste films en het begin van haar carrière.

## Verhaal
Overdag is Harry Tasker een geheim agent die feilloos alle spionage-technieken beheerst, 's avonds is hij een brave huisman. Zijn vrouw Helen weet niets van de gevaarlijke werkzaamheden van haar man. In haar ogen is haar man een doodeerlijke, maar saaie vertegenwoordiger in computers. Na vijftien jaar met hem getrouwd te zijn, krijgt Helen genoeg van haar gewone leventje en stort zij zich in het avontuur. Harry moet, gezegend met alle capaciteiten om de wereld van een nucleaire ramp te behoeden, alle zeilen bijzetten om z'n huwelijk te redden. En daar is hij niet voor opgeleid...

## Rolverdeling
| Acteur                | Personage                               |
| --------------------- | --------------------------------------- |
| Arnold Schwarzenegger | Harry Tasker                            |
| Jamie Lee Curtis      | Helen Tasker                            |
| Tom Arnold            | Albert 'Gib' Gibson                     |
| Eliza Dushku          | Dana Tasker                             |
| Art Malik             | Salim Abu Aziz                          |
| Tia Carrere           | Juno Skinner                            |
| Bill Paxton           | Simon / Carlos "de Jakhals"             |
| Grant Heslov          | Faisal                                  |
| Charlton Heston       | "Omega Sector"-directeur Spencer Trilby |
| Marshall Manesh       | Jamal Khaled                            |

## Computerspel
Van de film is in 1995 ook een computerspel gemaakt. De meeste acteurs verleenden hun stem voor dit computerspel.

## Trivia
De Seven Mile Bridge in de Florida Keys stond decor voor een spectaculaire scène. Een stuk van de brug werd daarin schijnbaar vernietigd door een raket. Het oude deel van de brug was echter al deels gesloopt en een maquette van 2 meter werd gebruikt voor de explosie.

## Ontvangst
Na de teleurstellende commerciële resultaten van Schwarzeneggers vorige film Last Action Hero (1993), was er vlak voor het uitbrengen van deze film twijfel in de media over het beoogde succes. True Lies werd destijds door de media onthaald als "de James Bond van de jaren '90". De film leverde in de Verenigde Staten kort na de release enige controverse op vanwege het opvoeren van Arabieren als de staatsvijanden.
De film werd in Nederland vertoond in 83 zalen. Recensent van De Telegraaf schreef een positieve recensie: "Actiespecialist James Cameron combineert in True Lies vaardig spektakel (ook ditmaal natuurlijk ruimschoots voorradig) met een glimlach. Vanaf zijn wolk kijkt Cary Grant dan ook vertederd naar de onwennige dansmanoeuvres van die krachtpatser met zijn onhandige accent."
Andere critici waren minder positief gestemd over het eindresultaat. Recensent van het NRC Handelsblad had slechts twee sterren over voor de film en schreef: "True Lies is ook gewoon weer een hybride actiefilm, waar door Cameron niet zonder gevoel voor ironie slechts een schijn van diepgang aan werd verleend en door de cinefiel van heel wat grapjes, citaten en verwijzingen valt te genieten." Criticus van het Algemeen Handelsblad gaf de film dezelfde beoordeling en lichtte daarbij toe: "Wie tussen het actiegeweld van Cameron door oog heeft voor de opbouw van True Lies moet het opvallen dat het verhaal een behoorlijk dip heeft. Het vergt te veel tijd om de beslommeringen van mevrouw Tasker aan de kijker duidelijk te maken. Ook gapen er enkele gaatjes in het scenario, zoals de tienerdochter van Harry die hij op stelen betrapt. Dit gegeven wordt niet verder uitgewerkt. Over de humor in True Lies valt te twisten. James Cameron is geen regisseur van de ironie, maar meer een man van de hamerslag. Criticus van Trouw schreef: "[Schwarzenegger] heeft al te weinig Bond-allure om de geloofwaardige spil van één True Lies-film te zijn. Schwarzeneggers kracht ligt nu eenmaal ergens anders.